# CivCity: Rome
 (décembre 2023).
Si vous disposez d'ouvrages ou d'articles de référence ou si vous connaissez des sites web de qualité traitant du thème abordé ici, merci de compléter l'article en donnant les références utiles à sa vérifiabilité et en les liant à la section « Notes et références ».
CivCity : Rome est un jeu vidéo sorti en 2006. Le jeu a été développé par Firefly Studios et Firaxis, puis édité par 2K Games. Il est inspiré de la célèbre série de jeux vidéo Civilization.

## Caractéristiques
CivCity : Rome est un jeu de gestion proposant au joueur de construire une ville. Le jeu se déroule à l'époque romaine. Le temps s'écoule pendant le jeu, la partie est séparée en année et en mois. Ce jeu propose un large choix de bâtiment. Le joueur peut zoomer pendant la partie et ainsi voir à l'intérieur des bâtiments. Dans Civ City Rome, chacun de vos citoyens possède un nom, une famille, une maison. La cité a la possibilité d'améliorer le quotidien des habitants grâce à plusieurs améliorations technologiques. Le bonheur des citoyens dépend de plusieurs critères comme le temps de travail ou le confort de leur vie. La dimension économique est très présente. Les marchés vous permettent d'échanger votre surplus de ressources avec les villes proches contre de l'argent. Les concepteurs proposent aux amateurs de débuter avec plusieurs campagnes. Au début de chaque campagne, un personnage célèbre (Kastor, Jules César et autres) vous explique le contenu de votre mission.